# Ксенофонт (манастир)
 Тази статия е за манастира в Гърция.  За древногръцкия писател вижте Ксенофонт.  
Ксенофонт (на гръцки: Ιερά Μονή Ξενοφώντος) е един от двадесетте православни манастира в полуостров Света гора, Североизточна Гърция. Обителта е разположена на югозападната страна на полуострова, близо до руския манастир „Свети Пантелеймон“. Ксенофонт се нарежда на шестнадесето място в йерархията на Атон. Както и българския Зографски манастир, така и Ксенофонт е посветен на Свети Георги Победоносец. Манастирският празник е на 23 април.

## История
Първите сведения за манастира са от 998 година, когато на монах на име Ксенофонт е поверено изграждането на манастира и от 1010 година манастирът носи името му. След падането на Константинопол, за Ксенофонт настават тежки времена и манастирът е периодично ограбван от пирати и възстановяван наново. Пиратските нападения продължават до XVIII век. Всеки път владетели от Източна Европа даряват средства за възстановяването му. През XVI век близо до входа на манастира е построена главната църква (католикон), „Свети Георги Победоносец“. Църковните иконописи са изографисани от критския майстор Антоний. През XVIII век манастирът започва да просперира отново и тогава е построен нов католикон „Свети Георги Победоносец“. Възстановяван е в периода 1817 – 1837 година. Новопостроеният католикон е най-голямата църква в цяла Света гора. В рамките на манастира има осем параклиса. Два от тях са свързани със стария католикон. Те са посветени на Свети Димитър и Свети Лазар. Още шест параклиса са извън стените на манастира. Към манастира има и два скита.

## Ценности и реликви
В манастирската библиотека се пазят над 4000 печатни книги и около 300 ръкописа. Сред светините на манастира са частици от мощите на Света Марина, Свети Модест, Свети Харалампий, Свети Яков Персиец, Свети Пантелеймон, Света Параскева и др.

## Скит
В непосредствена близост на около един час ход пеша източно от Ксенофонт се намира подчиненият на манастира скит „Свето Благовещение“.